# Амос Нонді
Амос Нонді (англ. Amos Nondi, нар. 10 лютого 1999, Руїру) — кенійський футболіст, півзахисник вірменського клубу «Арарат-Вірменія» та національної збірної Кенії. Виступав також за низку кенійських і закордонних клубів. Володар Кубка Вірменії та Суперкубка Вірменії.

## Клубна кар'єра
У професійному футболі Амос Нонді дебютував виступами за команду «Гор Магія», в якій грав до 2017 року. У 2017 році Нонді перейшов до складу грузинського клубу «Колхеті» (Поті). З 2018 до кінця 2022 року кенійський півзахисник грав у складі іншого грузинського клубу «Діла».
З початку 2023 року Амос Нонді грає в складі вірменського клубу «Арарат-Вірменія». У складі команди футболіст у сезоні 2023—2024 років став володарем Кубка Вірменії, а в 2024 році став володарем Суперкубка Вірменії.

## Виступи за збірну
У 2021 році Амос Нонді дебютував у складі національної збірної Кенії. У складі збірної станом на травень 2025 року футболіст зіграв 18 матчів, у яких відзначився 1 забитим м'ячем.

## Титули і досягнення
- Володар Кубка Вірменії (1):

«Арарат-Вірменія»: 2023–2024
- Володар Суперкубка Вірменії (1):

«Арарат-Вірменія»: 2024